# Петроселье (Брянская область)
Петроселье — деревня в Дубровском районе Брянской области, в составе Алешинского сельского поселения. Расположена в 6 км к юго-западу от пгт Дубровка. Постоянное население отсутствует с 2006 года.

## История
Упоминается с XIX века (другие названия — Шушеровка, Жить); входила в приход села Нарадовки. С 1900 года работала женская школа грамоты. До 1924 в Алешинской волости Брянского (с 1921 — Бежицкого) уезда; позднее в Дубровской волости, Дубровском районе (с 1929). С 1920-х годов до 1954 года входила в Жабовский сельсовет, позднее в Алешинском сельсовете.